# Ingmar De Poortere
Ingmar De Poortere (ur. 27 maja 1984 w Gandawie) – belgijski kolarz torowy i szosowy, brązowy medalista torowych mistrzostw świata.

## Kariera
Pierwszy sukces w karierze Ingmar De Poortere osiągnął w 2000 roku, kiedy zdobył brązowy medal mistrzostw kraju w omnium. W 2006 roku zwyciężył w szosowym wyścigu Ronde van de Provincie Antwerpen, a rok później został mistrzem Belgii w scratchu. W 2010 roku brał udział w torowych mistrzostwach świata w Kopenhadze, gdzie wspólnie ze Steve'em Schetsem wywalczył brązowy medal w madisonie. Na tych samych mistrzostwach De Poortere był piąty w wyścigu punktowym, a rywalizację w indywidualnym wyścigu na dochodzenie ukończył na siedemnastej pozycji.